# Історія кінотеатрів Івано-Франківська

## Мандрівні кінотеатри
У 1895 брати Огюст і Луї Люм’єр запатентували кінопроєктор, до якого вони додали лише одну деталь — стрічкопротяжний механізм. У грудні того ж року відкрився перший кінотеатр в Парижі у підвалі Гран Кафе на бульварі Капуцинів.
Станиславів, який, як і сьогодні, був провінційним повітовим містечком, не відставав від технічного прогресу Австро-Угорської імперії. Тут активно впроваджувалоли різні новинки, і однією з них — було кіно.
Перше кіно у Станиславові демонструвалось у травні 1897 року паном Малиновським. Він показав жанрову сценку «Діти, що граються», а також види міст Лондона та Парижа. Це була разова акція, яка відбувалась на другому поверсі кам’яниці по вул. Мазепи, 6.
Пізніше до Станиславова заїжджали мандрівні кінотеатри. Одним з них був театр пана Оессера, який влаштовував покази у приміщенні сучасної філармонії.

## Перші кінотеатри
Перший стаціонарний кінотеатр міста відкрився в 1908 році — «Уранія» та знаходився по вулиці Франка. Через рік його перенесли в нове приміщення по вул. Сапєжинській (колишній ляльковий театр).
У 1910 році відкрили кінотеатр «Олімпія» (вул. Січових Стрільців). Пізніше, вже радянською владою був перейменований на кінотеатр Шевченка.
У 1914 році у готелі «Австрія» відкрили однойменний кінотеатр (нині — готель «Дністер»). Його зал увійшов в історію, адже саме в ньому 3 січня 1918 року депутати ЗУНР ухвалили акт Злуки із УНР.
Також ще працював в місті невеликий одноповерховий кінотеатр «Полонія», що на вулиці Романовського (тепер Гаркуші).
Всі згадані кінотеатри демонстрували лише німе та чорно-біле кіно.

## Міжвоєнний  період
У Першу світову війну «кінематограф» міста занепав, проте справжнє відновлення цієї галузі відбулося у повоєнні роки. Тоді у місті нараховувалось аж шість кінотеатрів. Навіть за радянських часів цей рубіж перевершити не вдалося.
За Польщі тут продовжували діяти кінотеатри «Уранія» та «Олімпія». Також залишилась «Австрія», яка разом із готелем змінила назву на «Варшаву». Незабаром появилися такі заклади, як «Казино», пізніше перейменоване на «Рай» (Гетьмана Мазепи, 10), «Беллона» (була навпроти Білого будинку, на території військових казарм), та «Тон».

### Кінотеатр «Тон»
У 1895 році на площі Міцкевича постав будинок польського «Соколу» (культурно‑спортивне товариство). Зараз там розміщена дитяча бібліотека. У 1927 році «Сокіл» згорів. Оскільки будівля була застрахована, то поляки не тільки повністю відновили будинок, а ще й добудували до нього у 1929 році кінотеатр «Тон». Це був перший звуковий кінотеатр в Станиславові,— буквально через два роки після офіційної появи живого кіно (перший звуковий фільм «Співак джазу» у США вийшов 6 жовтня 1927 року).
У 1930-тих роках розпочинається ера кольорового кіно. Першим кольоровим фільмом був, також американський — «Беркі Шарп» (1935). А через рік вийшов радянський кольоровий блокбастер — «Груня Корнакова».
Під час німецької окупації кінотеатр «Тон» перейменовано на «Вікторію» та оголошено нім. «nur fur deutsch» — лише для німців. Туди під страхом суворої кари було заборонено заходити представникам усіх «неарійських» націй.
З 1945 році кінотеатр «Тон» отримав нову назву — «кінотеатр імені І. Франка».

## Радянський період
У радянські часи закрили кінотеатри «Беллона», «Казино» та «Варшава», а інші отримали нові назви: «Уранія» стала «кінотеатром імені Т. Шевченка», а «Олімпія» — «Піонер».
У післявоєнні роки набули широкої популярності літні кінотеатри. Робились вони просто — на стіні будинку вапном малювали білий квадрат, а навпроти ставили декілька дерев’яних лавок. У вихідні приїжджала машина з кінопроєктором і показувала кіно. Найпопулярніший літній кінотеатр був біля палацу Потоцьких, там, де тепер вулиця 2000‑ліття Різдва Хрестового.
Відкриті кінозали мали значний успіх у населення, і тому у 1955 році в парку звели стаціонарний літній кінотеатр «Трембіта». Цей будинок, що носить яскраво виражені риси гуцульської архітектури, зберігся і до сьогодні.
Окрім старих театрів кіно, відкривались нові. Так, у приміщенні колишнього монастиря братів Василіан, що на Майзлях, відкрили «кінотеатр імені М. Горького». А у 1954 році на вулиці Галицькій, у колишньому молитовному будинку християн-євангелістів, відкрився «Комсомолець».
У 1960‑х роках закривають кінотеатр Шевченка, проте на честь Кобзаря перейменовують дитячий кінотеатр «Піонер».
Будувались і нові кінотеатри. Так, у 1963 році на старому єврейському цвинтарі постав «Космос». Цікавим є те, що в ніч перед відкриттям пройшла сильна злива, і стеля рухнула. На щастя, ніхто не загинув, але багато мешканців міста побачили в цьому Божу кару за знесення цвинтаря.
А у 1970-х роках у мікрорайоні БАМ збудували обласний призовний пункт. При ньому постійно діяв кінотеатр «Патріот» — як засіб для патріотичного виховання молоді та популяризації військової справи.

### Часи перебудови
У часи перебудови в місті виникає ціла мережа відеозалів. Там можна було подивитись такі, раніше заборонені, фільми, як «Рембо», «Термінатор» та «Лабіринт Дракона» із Брюсом Лі та, звичайно, «Емануель» і «Римські канікули». В центрі довший час діяла «Відеотека», що знаходилась навпроти нинішнього торгового центру «Мальва».

## Період незалежності
Перед розпадом СРСР кількість кінотеатрів різко зменшується. У 1990 році приміщення кінотеатру Горького повертають братам Василіанам, а у «Комсомольці» влаштовують Народний дім Княгинин.
В середині 1990‑х припиняють своє існування «Патріот» та кінотеатр Шевченка. Найдовше функціоували «Космос» і «Франка», але й вони не втримались на плаву. У XXI століття Івано-Франківськ вступив, не маючи жодного кінотеатру.
Але широкий екран все ж таки повернувся до міста. Спочатку мережа кінотеатрів «Лінія кіно» реанімувала «Космос», а незабаром у приміщенні кінотеатру Франка відкрився театр кіно «Люм’єр».